# Volgerland
Volgerland is een natuurgebied op het eiland Goeree-Overflakkee, in de Nederlandse provincie Zuid-Holland. Het is een beschermd natuurgebied van negentig hectare ten westen van Ouddorp, vlak bij vuurtoren Westhoofd. Dit gebied bestaat uit een kreek omzoomd met riet en natte graslanden en is in 2009 in beheer gekomen bij Natuurmonumenten.

## Oude kreek
Volgerland is van oorsprong een strandpolder. Getijden hadden er toegang via een kronkelende kreek. In de vijftiende eeuw is de polder West-Nieuwland, waar het onderdeel van uitmaakte, bedijkt. Na de inpoldering werd het een agrarisch gebied. De kreek die binnendijks was komen te liggen, kreeg de naam ´Cromme Watergange´. Tussen 2006 en 2009 is het Volgerland omgevormd tot natuurgebied. De oude kreek werd uitgegraven en breder gemaakt en rechte sloten werden gedempt. Daardoor fungeert de kreek inmiddels het hele jaar als een magneet voor een groot aantal verschillende soorten vogels. Rond de kreek broeden vogels als rietgors, kleine karekiet, fuut en meerkoet. Op de kreek strijken eenden graag neer en langs de kreekrand scharrelen tureluur, witgat en oeverloper naar voedsel. Grote en kleine zilverreigers, lepelaars en sterns worden er regelmatig waargenomen.

## Vochtige graslanden
Uit de duinen stroomt schoon en kalkrijk water het Volgerland in. Door dit water vertraagd af te voeren, kan de natuur er optimaal gebruik van maken. Hierdoor ontstaat een vochtig, voedselarm grasland dat doet denken aan de vroegere strandvlakte. Planten als rietorchis en koekoeksbloem profiteren hiervan. Bloemrijke graslanden trekken automatisch insecten en vlinders aan. Weidevogels als kievit, scholekster, graspieper en veldleeuwerik zijn opvallend talrijk aanwezig als broedvogel. In het winterseizoen verblijven ganzen en wulpen in de graslanden. Koeien van een lokale boer zorgen ervoor dat het gebied niet overgroeid raakt.

## Wandelroute
Er loopt een gemarkeerde wandelroute van vijf kilometer door het gebied. Het beginpunt is de parkeerplaats aan het einde van de Groeneweg. De route voert door de graslanden eerst naar een vogelkijkscherm aan de kreek en vervolgens naar een vogeluitkijkpunt aan de West Nieuwlandseweg. De route loopt verder over het Westeinde, het Vrijheidspad en over het strand. Via het Westhoofdduinpad voert de route langs de Westhoofdvallei terug naar het beginpunt. Omdat de graslanden vochtig kunnen zijn, worden laarzen aanbevolen voor deze route.

## Fotogalerij

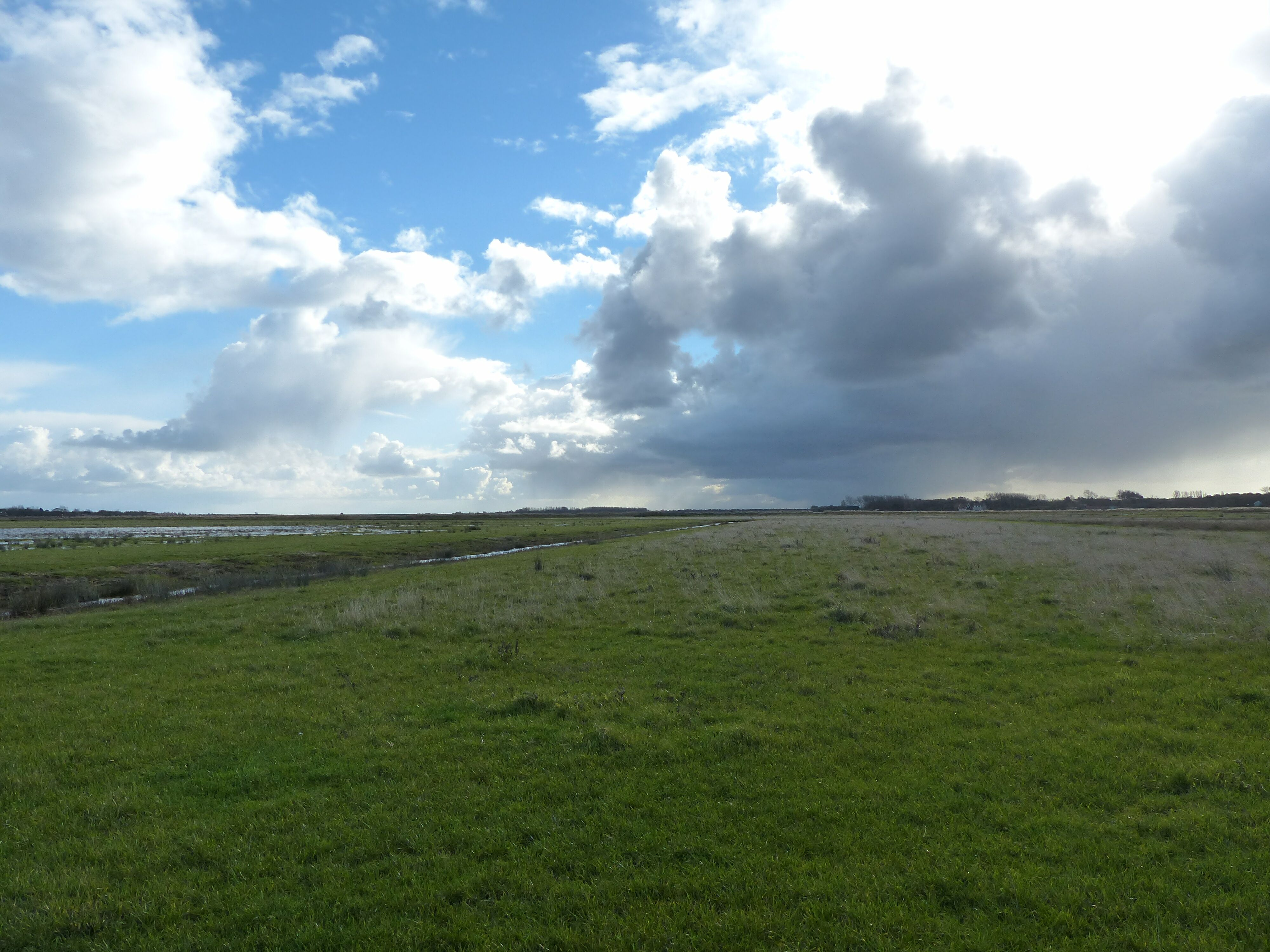
Begin wandelroute Volgerland
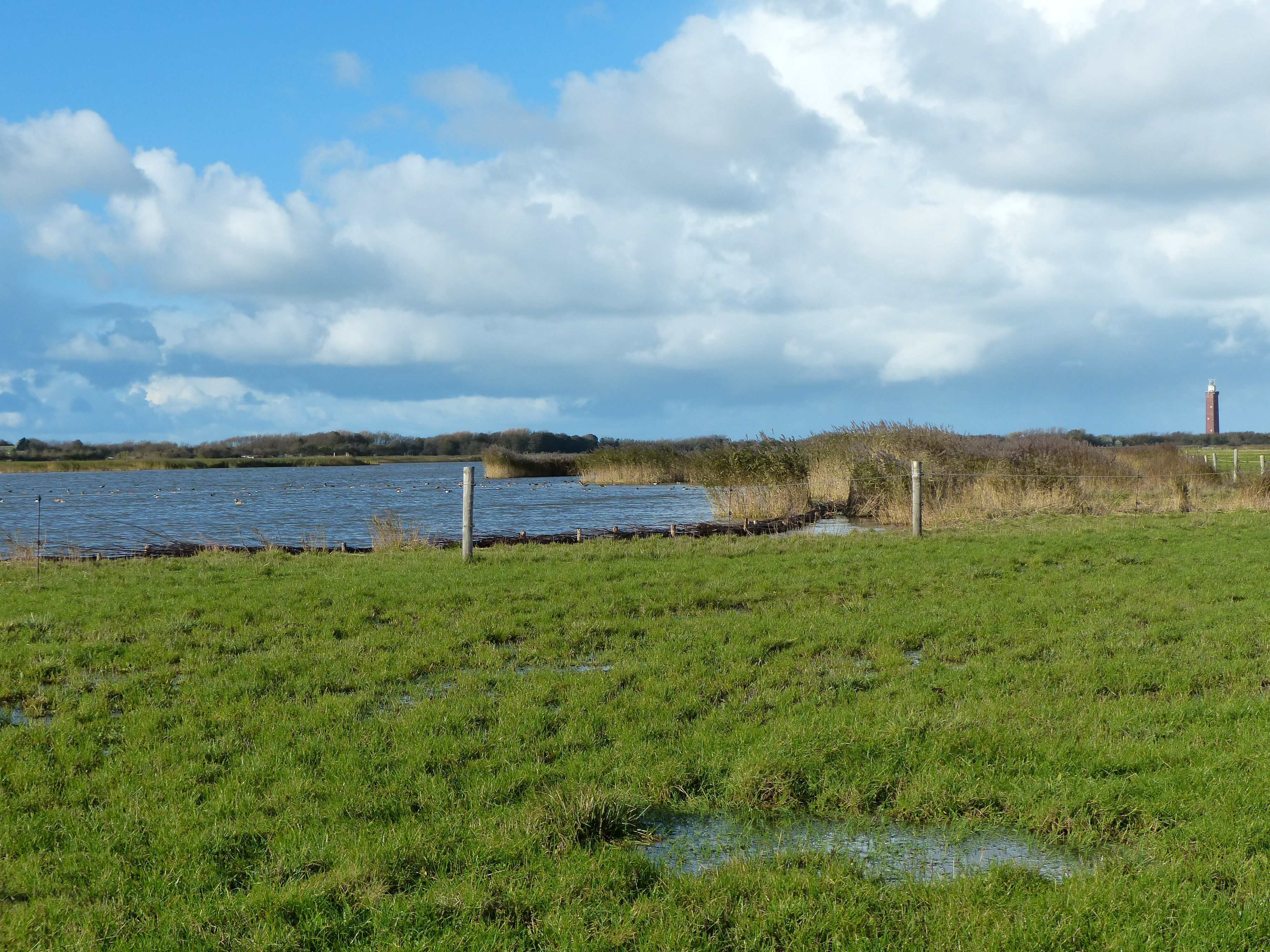
Kreek met riet en natte graslanden
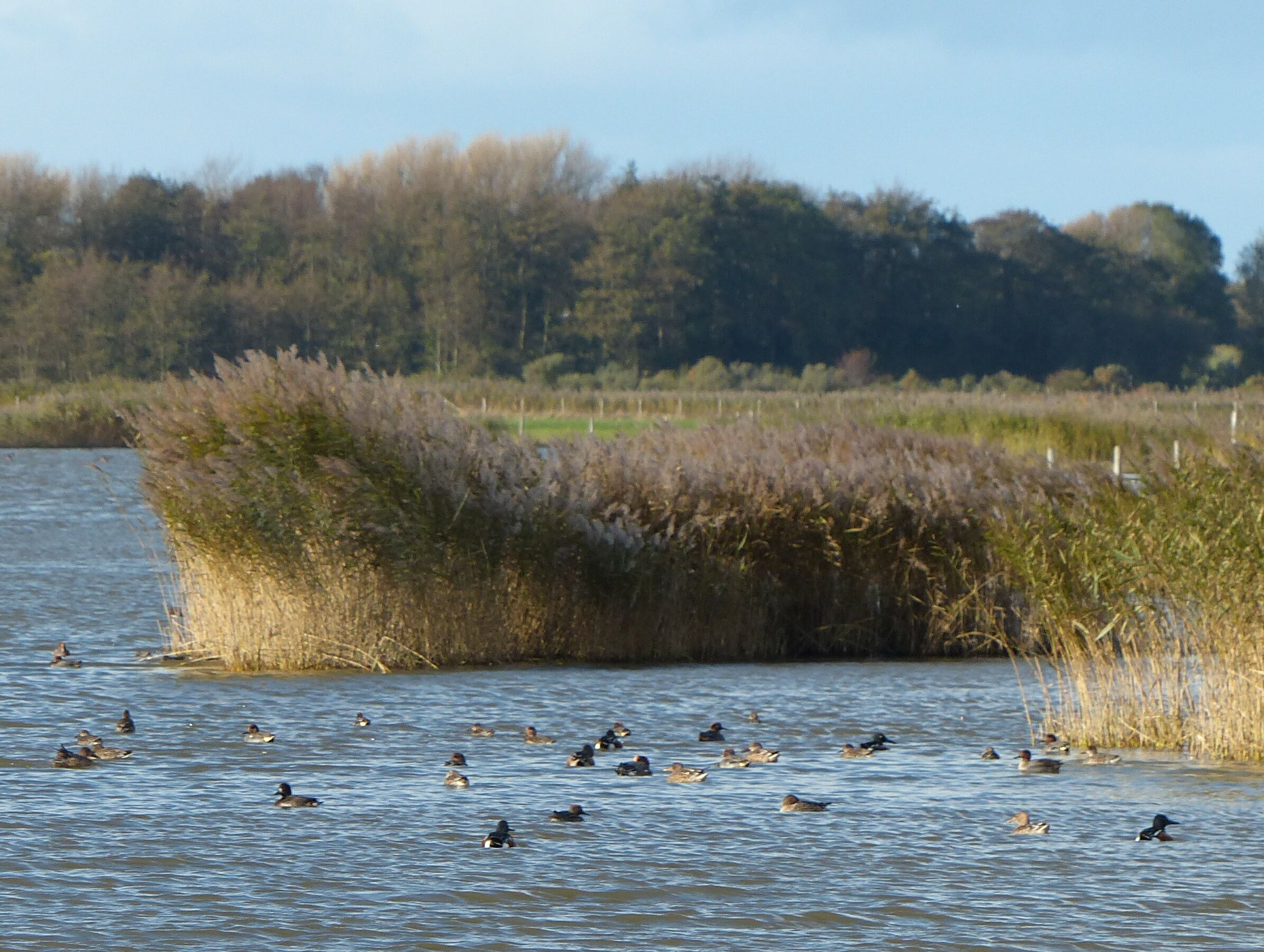
Kreek aantrekkelijk voor vogels
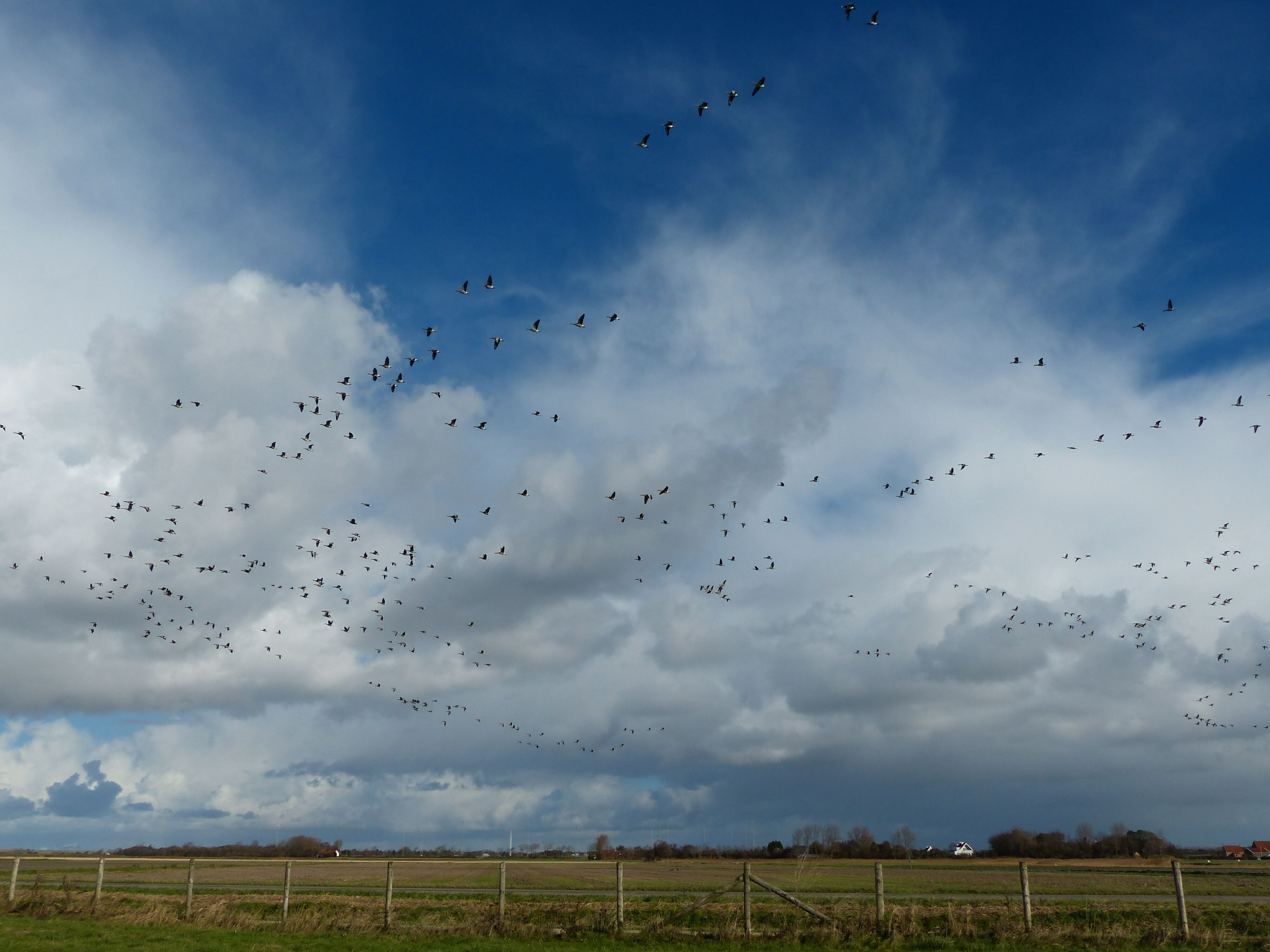
Ganzen boven Volgerland
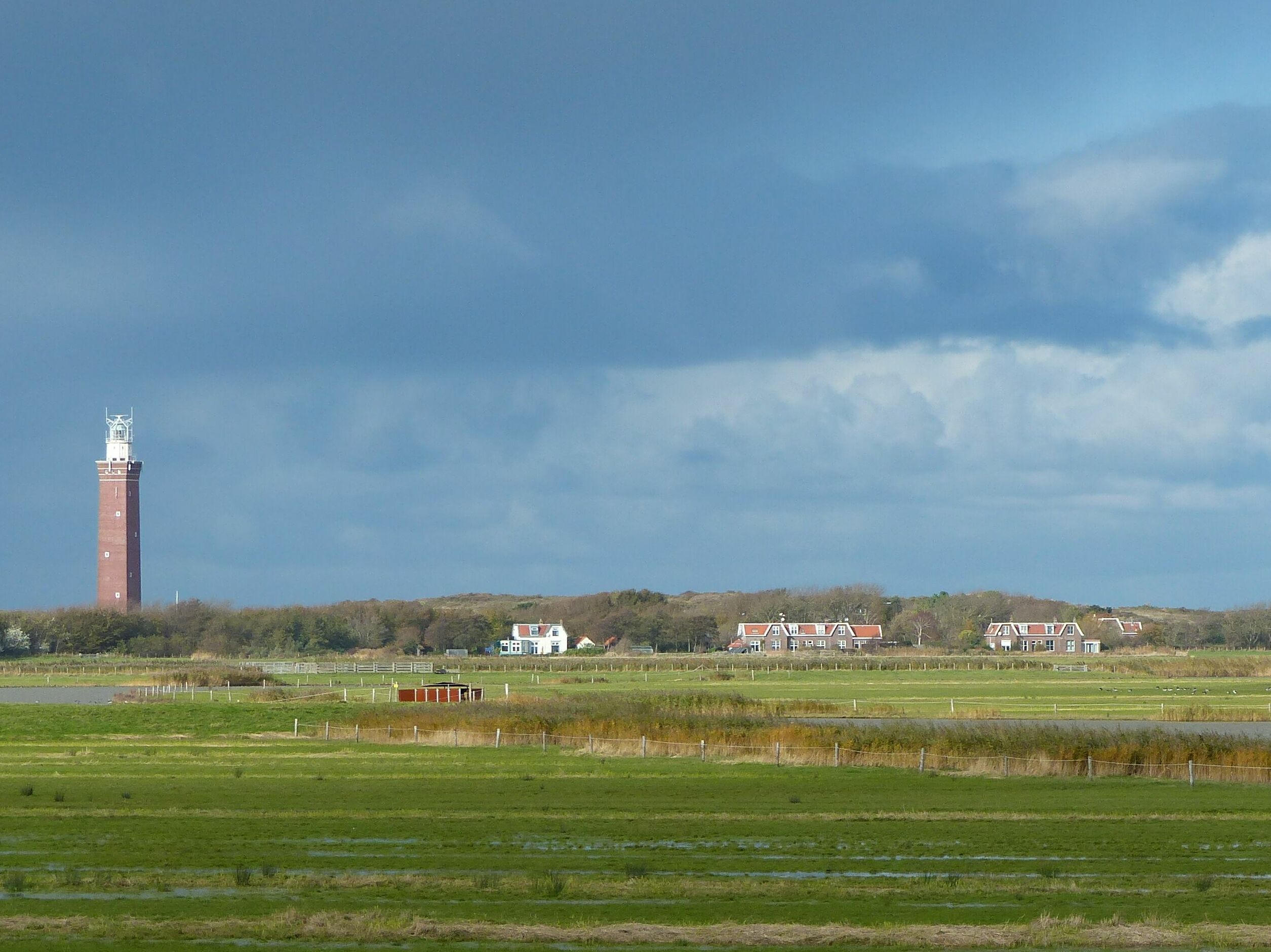
Vogelkijkscherm midden in het gebied
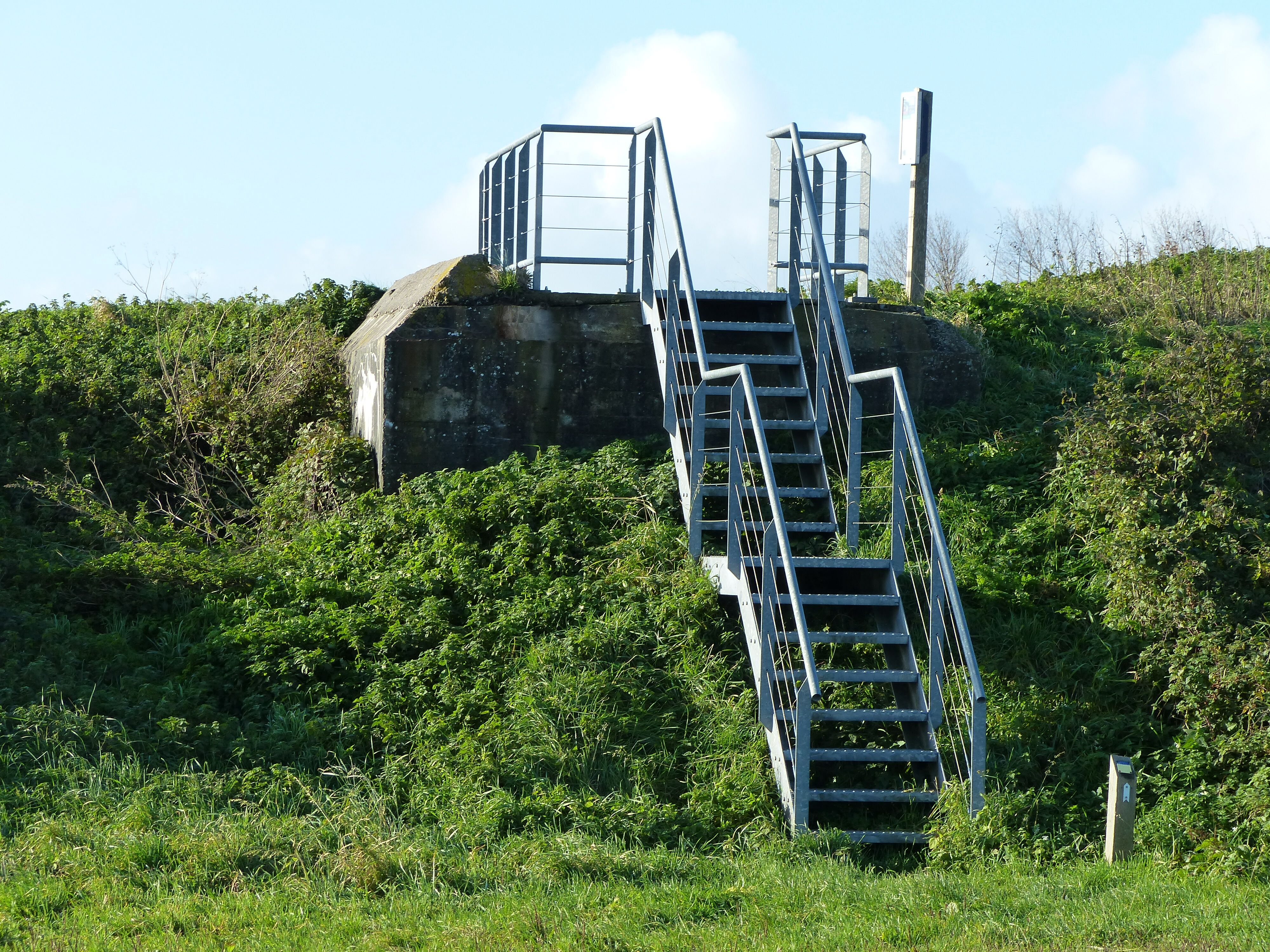
Uitkijkpunt op een oude bunker